# Hôtel de préfecture des Yvelines
L'hôtel de préfecture des Yvelines est un bâtiment en  pierre de taille, situé à Versailles (Yvelines), en France. Il est, depuis 1968, année de création du département, le siège de la préfecture et du conseil départemental des Yvelines.

## Localisation
L'hôtel de préfecture est situé à Versailles (Yvelines). Il se trouve au 11-13, avenue de Paris (avenue qui se trouve dans l'axe du château de Versailles) à l'angle de la rue Jean Houdon.

## Historique
L’hôtel de la Préfecture de Versailles a été construit de 1863 à 1866 à l'emplacement de l'ancien chenil du roi, par l’architecte versaillais Amédée Manuel sur une commande du préfet Édouard Charton. Il fut inauguré le 19 juin 1867.
En 1870, il devient le siège de  l'état-major prussien, puis pendant l'épisode de la Commune de Paris, il héberge le gouvernement d'Adolphe Thiers puis de Patrice de Mac Mahon. À partir de 1880, il est le siège de la préfecture de Seine-et-Oise, et à partir de 1968, celui de la préfecture des Yvelines.

## Architecture
Le fronton triangulaire qui couronne l'avant-corps central du bâtiment est orné d'un bas-relief dû au sculpteur Georges Clère, qui représente l'Oise et la Seine personnifiées.